# A8 (tomba)
A8: fa parte di una serie di 28 Tombe dei Nobili site nell’area della necropoli di Dra Abu el-Naga di cui è archeologicamente nota l’esistenza, e di cui si hanno notizie sul titolare e sulla struttura, ma di cui si è persa la localizzazione. La necropoli di Dra Abu el-Naga fa parte della più vasta Necropoli Tebana, sulla sponda occidentale del Nilo dinanzi alla città di Luxor, in Egitto. Destinata a sepolture di nobili e funzionari connessi alle case regnanti, specie del Nuovo Regno, l'area venne sfruttata, come necropoli, fin dall'Antico Regno e, successivamente, sino al periodo Saitico (con la XXVI dinastia) e Tolemaico.

## Titolare
A8 era la tomba di:
| Titolare  | Titolo | Necropoli                                 | Dinastia/Periodo    | Note                        |
| --------- | --- | ----------------------------------------- | ------------------- | --------------------------- |
| Amenemhab | Scriba reale; Amministratore nel palazzo di Amenhotep I a occidente di Tebe; Sovrintendente del granaio di Amon | Dra Abu el-Naga, valle di Khawi el-Alamat | XVIII oXIX dinastia | poco più in alto della TT12 |

## Biografia
Mahu, era il nome di suo padre, Kanuro quello della madre; Tanefert il nome della moglie.

## La tomba
È noto che esistessero nella tomba due scene: il defunto in offertorio a Osiride e Nephtys e il defunto e la moglie, con i genitori (?), in atto di adorazione del re Amenhotep I e della regina Ahmose Nefertari. Un gruppo statuario in granito, rappresentante il defunto con la moglie e la madre (in questa statua indicata come Taysennefert) è oggi al Museo dell'Ermitage di San Pietroburgo (cat. 740).

### Annotazioni
1. ↑  La planimetria non è in scala e ha valore esclusivamente di visione d'insieme; l'ubicazione delle singole tombe non è topograficamente esatta, ma vuole visualizzare la concentrazione delle sepolture, nonché il "disordine" con cui le stesse sono state classificate.
2. ↑  I campi della Duat, ovvero l'aldilà egizio, si trovavano, secondo le credenze, proprio sulla riva occidentale del grande fiume.
3. ↑  Nella sua epoca di utilizzo, l'area era nota come "Quella di fronte al suo Signore" (con riferimento alla riva orientale, dove si trovavano le strutture dei Palazzi di residenza dei re e i templi dei principali dei) o, più semplicemente, "Occidente di Tebe".
4. ↑  Le Tombe dei Nobili, benché raggruppate in un'unica area, sono di fatto distribuite su più necropoli distinte.
5. ↑  Trattandosi del luogo ove era situato, secondo le credenze egizie, l'aldilà, non si tratta del Palazzo reale, bensì di un tempio dedicato al sovrano della XVIII dinastia.

### Fonti
1. ↑  Porter e Moss 1927, revisione 1970 pp. 447-454.
2. ↑  Donadoni 1999,  p. 115.
3. ↑  Porter e Moss 1927, revisione 1970 p. 449.
4. ↑  Porter e Moss 1927, revisione 1970 p. 450.